# Tour de l’Horloge (Avallon)

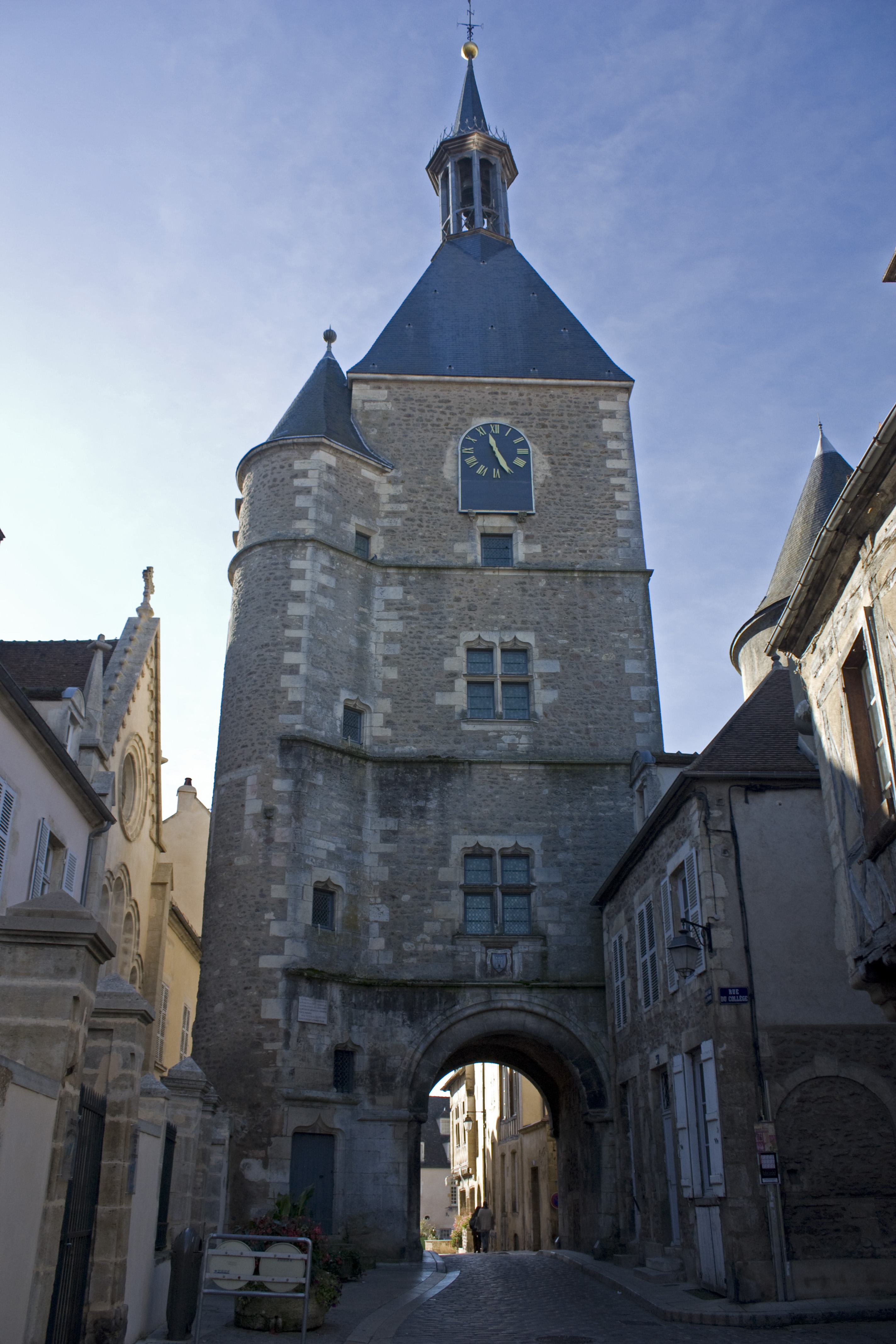
Uhrturm von Avallon

Die Tour de l’Horloge ist der Uhrturm der mittelalterlichen Stadtmauer von Avallon in Frankreich, im Département Yonne der Region Bourgogne-Franche-Comté. Er verfügt über eine seltene Uhr aus dem 15. Jahrhundert.
Der massive Bau aus dem 14. Jahrhundert diente als wichtiges Stadttor und Sitz der städtischen Nachtwache. Im 18. Jahrhundert wurde der Turm teilweise als Waffenlager genutzt. Heute beherbergt der Tour de l’Horloge eine ständige Ausstellung zur Geschichte des Remparts d’Avallon, der Stadtbefestigung von Avallon.